# Affiche noire
L’« affiche noire » a été placardée à Paris le 28 février 1871, au moment de l’entrée des troupes allemandes dans la capitale.
Le 26 janvier 1871, au nom du gouvernement de la Défense nationale, Jules Favre signe l’armistice franco-allemand qui met fin à la guerre franco-allemande. Parmi les clauses imposées par Bismarck, il y a l’entrée des troupes allemandes dans Paris. Cela constitue une grave humiliation pour les Parisiens qui ont soutenu sans être battus un siège de quatre mois.
Afin d’éviter des manifestations hostiles à l'occupant, le comité central de la Garde nationale fait placarder le 28 février une affiche entourée d’un liseré noir en signe de deuil. Elle invitait les Parisiens à rester chez eux de sorte que les Allemands défilent, le 1er mars, dans une ville aux rues désertes. La demande du Comité fut suivie, il n’y eut aucun incident.